# Leopold Hilsner
Leopold Hilsner (10. července 1876 Polná – 9. ledna 1928 Vídeň) byl rakouský občan židovského původu, který byl pravomocně odsouzen za vraždu Anežky Hrůzové a Marie Klímové. Proces v letech 1899–1900 plnil stránky novin a mobilizoval řadu antisemitů k protižidovské kampani (tzv. hilsneriádě) a obviněním z rituální vraždy. Proti tomu otevřeně vystoupil budoucí československý prezident T. G. Masaryk.

## Život
Leopold Hilsner pocházel z chudé židovské rodiny z Polné, která ovšem měla domovské právo ve Velkém Meziříčí. Jeho matka se intenzivně věnovala práci v židovské obci. Hilsner byl nepříliš inteligentní a nevzdělaný (vystudoval německou židovskou školu a po jejím dokončení se krátce učil obuvníkem) a v náboženských otázkách laxní, uvažoval dokonce o konverzi ke křesťanství. Hilsner nikdy nebyl zaměstnán, pouze příležitostně pracoval, nechával se živit matkou, žebral a často se potuloval po okolí Polné. Bydlel v domě čp. 532 naproti synagoze, kde byl příbytek pro obecní chudé.

## Vraždy Anežky Hrůzové a Marie Klímové
Ve středu dne 29. března 1899 došlo k vraždě devatenáctileté Anežky Hrůzové z Malé Věžnice. Zavražděná byla napadena na cestě vedoucí z Polné do Malé Věžnice, kde ji pachatel škrtil provazem, opakovaně udeřil do hlavy kamenem a v bezvědomí odvlekl do blízkého lesa, kde jí podřízl krk. Přestože mrtvola Anežky Hrůzové byla nalezena téměř nahá, soudní lékaři MUDr. Michálek a MUDr. Prokeš vyloučili znásilnění. Po pitvě rovněž tvrdili, že zavražděná byla téměř beze zbytku vykrvena, což prý neodpovídalo poměrně malému množství krve nalezenému na místě činu. Oba rovněž trvali na tom, že podle způsobu provedení se na zločinu podílelo více pachatelů.
Prověřování kromě příbuzných oběti a dalších osob neušel také Leopold Hilsner, který kvůli svému životnímu stylu neměl dobrou pověst a navíc o něm svědci vypověděli, že z něj zavražděná měla obavy, protože ji několikrát sledoval cestou z práce domů. Během výslechu se v jeho výpovědi objevila celá řada zásadních nesrovnalostí, které vedly k jeho zatčení.
Proces s Hilsnerem začal v září roku 1899 v Kutné Hoře. Obžaloba byla zastoupena Antonínem Schneiderem-Svobodou, obhajoba JUDr. Zdenkem Auředníčkem. Rodinu poškozené zastupoval JUDr. Karel Baxa. Během vyšetřování a procesu se ukázalo, že Hilsner lhal o svém alibi, navíc byl podle svědků krátce před vraždou spatřen ve společnosti dvou neznámých mladíků poblíž místa činu a krátce po ní se převlékl do jiných šatů. Kromě toho už předtím vyhrožoval své bývalé přítelkyni smrtí a podle svědků u sebe nosil velký nůž, který se však po vraždě nenašel. Hilsner sice usilovně zapíral, ale rozhodující ránu obhajobě zasadil nález jeho kalhot ukrytých v synagoze ve Velkém Meziřičí, které nesly četné stopy, o nichž znalci prohlásili, že se jedná o lidskou krev. Námitka obhájce, že znalci neprokázali, že jde o krev lidskou, a jeho návrh na odročení přelíčení a další expertizu, byly zamítnuty. Přestože Hilsner nejprve popíral, že by vůbec takové kalhoty kdy vlastnil, byl nakonec pod tíhou důkazů nucen uznat, že jsou jeho. Přitom nedokázal věrohodně vysvětlit, kde se na nich vzala lidská krev.
Hilsner byl shledán vinným z podílu na spáchání vraždy a odsouzen k trestu smrti. Kasační soud věc vrátil k novému projednání soudu v Písku. Ke stejnému verdiktu jako kutnohorský ovšem dospěl i soud v Písku, který navíc Hilsnerovi přičetl k tíži i podíl na do té doby neobjasněné vraždě Marie Klímové, ke které došlo na téměř stejném místě v roce 1898. Hilsner nebyl oficiálně obžalován ani odsouzen za podíl na rituální vraždě, ale za podíl na vraždě se sexuálním motivem. Hilsnera zachránil před popravou císař František Josef I. V roce 1901 mu prominul trest smrti a Hilsner si měl místo něj odsedět doživotí. V mužské káznici v Praze na Pankráci strávil následujících 18 let, pak ho v březnu 1918 omilostnil poslední císař Karel I.

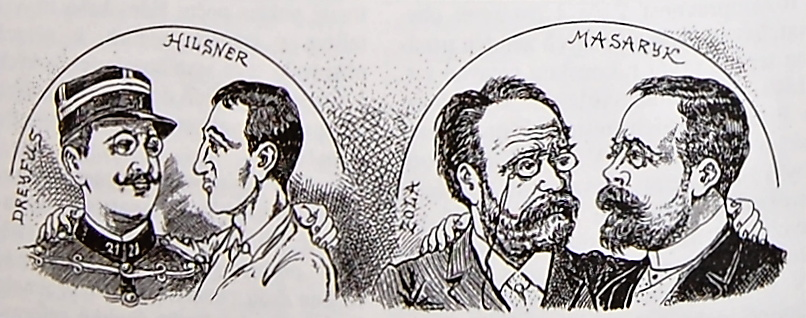
Karikatura znázorňující podobnost hilsneriády a Dreyfusovy aféry, zveřejněná v Humoristických listech v roce 1900

Hilsner byl odsouzen pouze na základě svědectví a nepřímých důkazů, které navíc v případě vraždy Marie Klímové chyběly úplně. Nikdy se nepodařilo získat jeho doznání, nebo odhalit jeho komplice či přímými důkazy prokázat podíl na vraždách. Na druhou stranu mu hodně přitěžovaly jeho průhledné lži. Navzdory všem pochybnostem proto Leopold Hilsner zůstal jediným pravomocně odsouzeným vrahem Anežky Hrůzové a Marie Klímové.
Proces získal na publicitě především díky tomu, že široká veřejnost sdílela verzi příběhu o rituální vraždě. O té sice v oficiální obžalobě a rozsudku nepadlo ani slovo, ale informace o úplném vykrvení oběti se přesto mezi lidmi šířila velmi rychle. Navíc dojem z této zprávy ještě zesilovala skutečnost, že Anežka Hrůzová byla křesťanská panna a k její vraždě došlo v době židovského svátku pesach. Na přelomu 19. a 20. století představovali židé v českých zemích nepopulární menšinu, proto negativní odezva společnosti na domnělou rituální vraždu dosáhla skutečně masových rozměrů. Proti verzi o rituální vraždě se veřejně postavil univerzitní profesor a budoucí první československý prezident T. G. Masaryk, jeho názory však ve své době nenašly mnoho podporovatelů. Naopak si za ně vysloužil obrovskou vlnu kritiky a veřejných útoků.

## Život na svobodě
Po 18 letech věznění byl 24. března 1918 Hilsner s podlomeným zdravím propuštěn na základě milosti, kterou mu udělil Karel I. Nikdy nebyl rehabilitován, odškodněn, soud nebyl nikdy revidován. Na svobodě žil ve Velkém Meziříčí, Praze a Vídni, kde se ve 20. letech živil jako podomní obchodník pod pozměněným jménem Heller, finančně jej podporovala vídeňská židovská obec i prezident Masaryk.
V archivu prezidentské kanceláře našel berlínský lékař Petr Vašiček doklady, že Hilsner poslal Masarykovi fingované svatební oznámení, podle nějž si bere ve Vídni za ženu učitelku. Současně žádal po Masarykovi finanční příspěvek. Prezident mu vyhověl. Později se ukázalo, že žádná svatba nebyla. Často se uvádí, že se Hilsner oženil, avšak tato informace se nezakládá na pravdě.
Zemřel ve věku 51 let v Rothschildově nemocnici pravděpodobně na rakovinu tlustého střeva a byl pohřben na Ústředním hřbitově ve Vídni. Hrob byl později zrušen, ale v roce 2000 byl obnoven.

## Film
V roce 1919 byl o aféře natočen celovečerní film Případ Hilsner, v hlavní roli se objevil sám Hilsner. Česká televize natočila v roce 2015 film, který byl poprvé na televizních obrazovkách uveden v lednu 2016 pod názvem Zločin v Polné.

## Zajímavosti
Od roku 1996 se MUDr. Petr Vašíček neúspěšně snaží o revizi procesu a rehabilitaci Hilsnera. Na jeho popud 25. dubna 2002 odhalili Hilsnerovi pamětní desku ve Vídni na domě, ve kterém ve 20. letech bydlel.